# 博福尔 (埃罗省)
博福尔（法語：Beaufort，法語發音：[bofɔʁ] ⓘ）是法国埃罗省的一个市镇，属于贝济耶区。

## 地理
博福尔（43°17'54"N, 2°45'29"E）面积6.09 平方千米，位于法国奧克西塔尼大區埃罗省，该省份为法国南部沿海省份，南濒地中海，西南接奥德省，西北接塔恩省和阿韦龙省，东北与加尔省接壤。
与博福尔接壤的市镇（或旧市镇、城区）包括：艾涅、阿济亚内、奥隆扎克、乌皮亚。

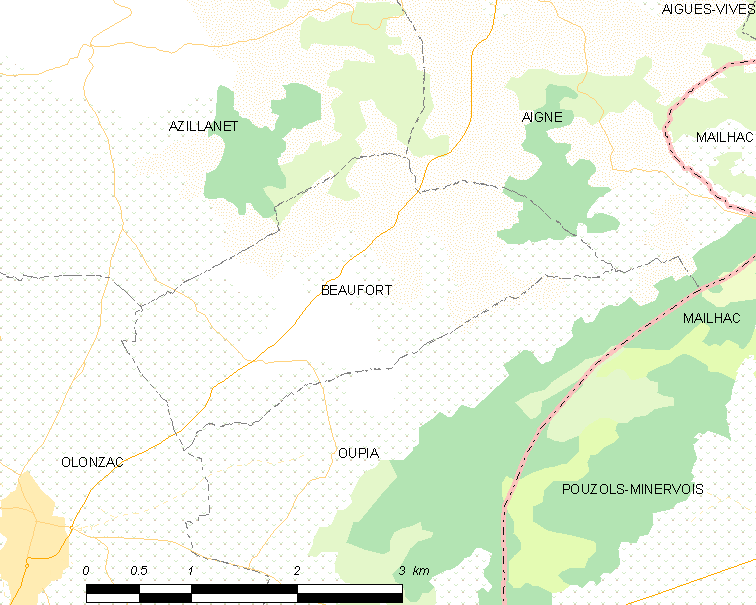
的OSM定位图

博福尔的时区为UTC+01:00、UTC+02:00（夏令时）。

## 行政
博福尔的邮政编码为34210，INSEE市镇编码为34026。

## 政治
博福尔所属的省级选区为圣庞斯德托米耶尔县。

## 人口

1962-2008年间人口变化图示

博福尔于2022年1月1日时的人口数量为215人。